# 태풍 봉선화
태풍 봉선화(태풍 번호: 0226, JTWC 지정 번호: 31W, 국제명:PONGSONA)는 2002년의 26번째 태풍이자 마지막 태풍이다. ‘봉선화(PONGSONA)’란 이름은 조선민주주의인민공화국에서 제출하였다. 이 태풍은 괌과 북마리아나 제도에 엄청난 피해를 입혔다. 

## 태풍의 진행

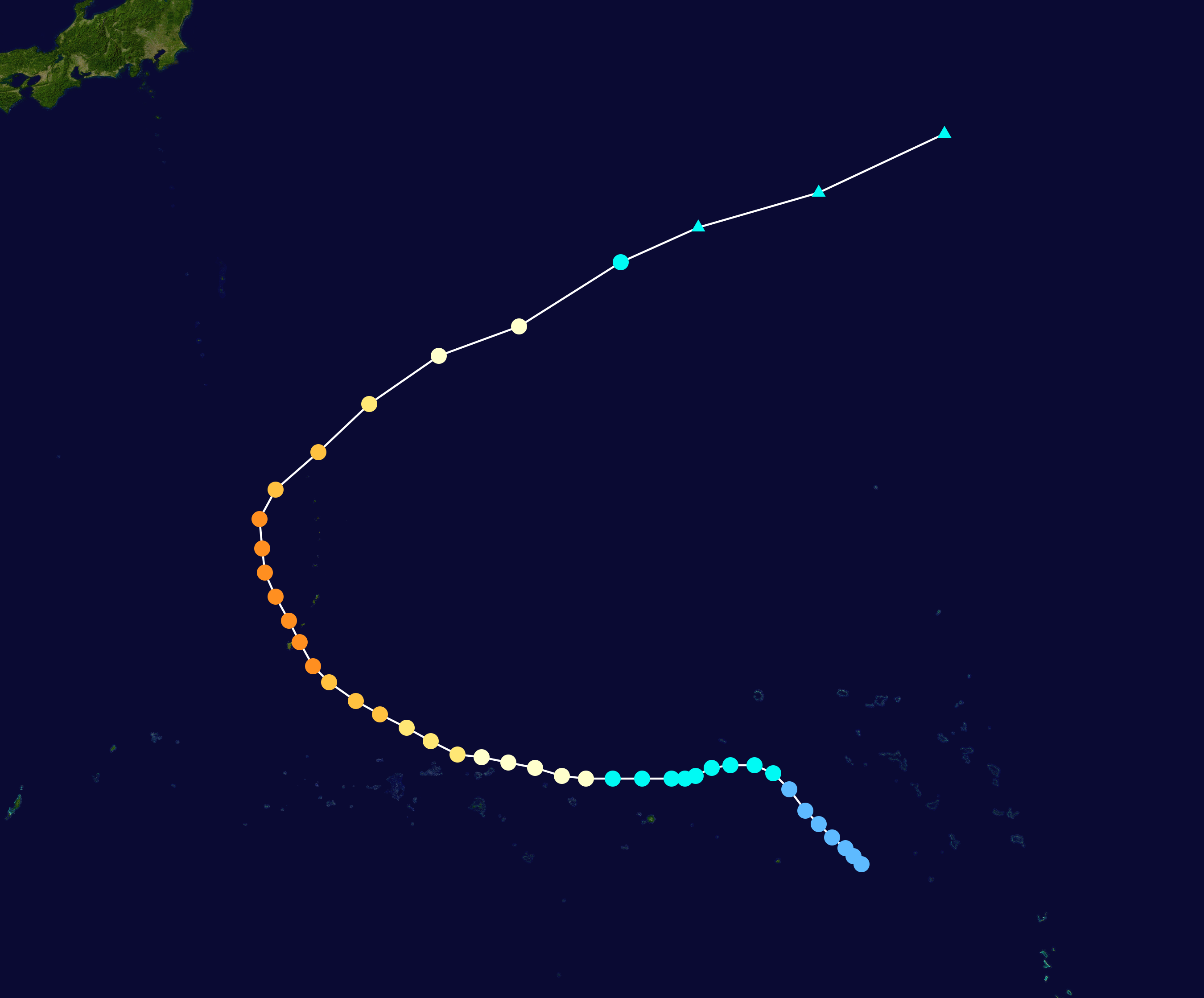
태풍 봉선화의 이동 경로

2002년 11월 하순 쯤에 폰페이섬 동남동쪽 약 625 km 부근 해상에서 상승기류가 발생했고 이 주변에는 저기압 지대가 위치해있었다. 이것은 12월 1일에 순환기류로 발달했으나 초기에는 매우 약한 상태를 유지하고 있었다. 하지만 시간이 지날수록 발달하기 시작해 12월 2일, 일본 기상청(JMA)이 폰페이섬 동북동쪽 약 735 km 해상에 있을 때 열대 저기압으로 승격시켰다. 곧이어 미국 합동태풍경보센터(JTWC)에서는 열대저기압 발생 경고령을 내렸고 이날 열대저기압에 '열대저기압 31W'의 이름을 붙였다.
열대 저기압은 북서쪽으로 이동하면서 점차 발달했다. 12월 3일에는 열대 폭풍으로 발달했고 JMA는 이 폭풍에 '봉선화(PONGSONA)'로 명명한 후에 남쪽에 위치한 고기압대를 따라 이동하면서 서쪽으로 진로를 바꾸었고 강력해지기 시작했다. 12월 5일에 JMA와 JTWC 두 기관 모두 괌 남동쪽 약 1150 km 해상에 있을 때 태풍의 지위로 한 단계 올렸다.
태풍 봉선화는 다시 북서쪽으로 이동하였고 12월 7일에는 괌에 접근하는 중에 태풍의 눈이 지름 약 55 km으로 발달했다. 다음날인 12월 8일, 최성기를 맞은 태풍 봉선화에 JTWC는 봉선화의 1분최대풍속이 240 km/h을 기록했다고 발표한 후에 슈퍼태풍으로 명칭을 붙였다. 이날 오전 5시에 괌에 상륙했고 그 후에 괌 북쪽으로 빠져나올 당시 JMA는 10분최대풍속을 약 175 km/h으로 어림하였다. 이 때 북마리아나 제도 서쪽에 위치한 아열대성 고기압대가 약해지면서 북북서쪽으로 이동했고 12월 9일, 봉선화는 크게 약해지기 시작했고 결국 12월 11일, 웨이크섬 북서쪽 약 1,400 km 부근 해상에서 JTWC와 JMA가 동시에 온대저기압으로 변질되었다고 보고하였다.

## 피해

### 미크로네시아 연방
초기에 태풍 봉선화는 폰페이섬에 열대 폭풍의 단계로 영향을 끼쳤다. 그곳에 폭우와 돌풍을 불게했으나 피해가 심각한 수준은 아니었다. 후에 추크 제도에 강풍이 불고 높은 파도가 해안가를 덮쳐 여러 환초를 덮었다.

### 괌

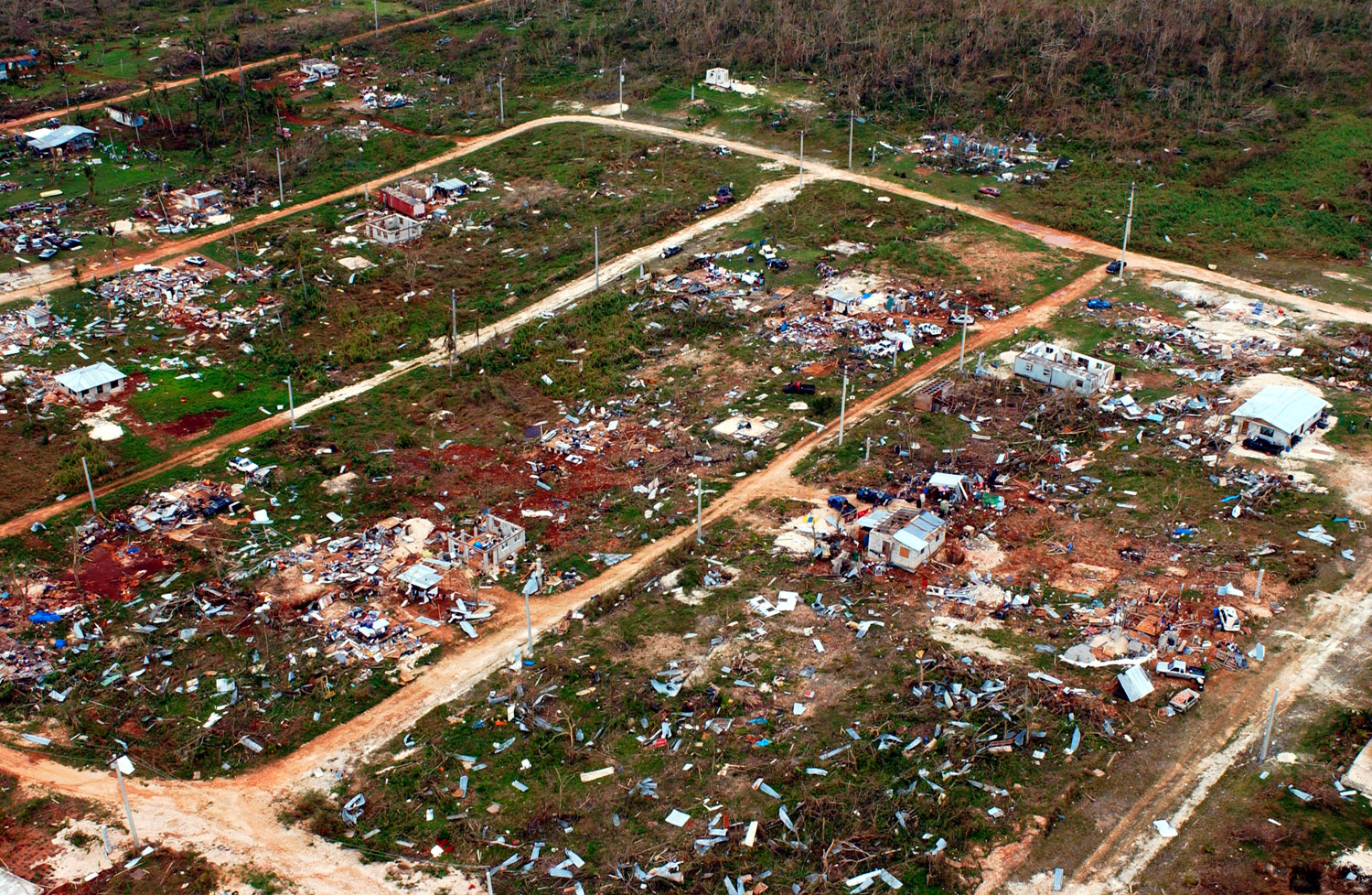
태풍 봉선화가 지나간 괌의 모습

태풍 봉선화는 태풍의 눈이 지름 약 65 km인 매우 강한 상태를 유지하면서 괌섬의 인구가 집중된 북부에 상륙했고 이는 실로 어마어마한 피해를 낳게 되었다. 괌섬에서의 최대풍속은 232 km/h을 기록했고 돌풍은 278 km/h이 관측되었다. 또한 괌섬 전체에 160 km/h의 강한 돌풍이 불어 많은 영향을 끼쳤다. 이 섬에서의 최저기압은 935 hPa로 나타나 역대 괌섬에 영향을 끼친 태풍 중에 태풍 봉선화는 3번째로 강한 태풍의 자리에 오르게 되었다. 이 수치는 1900년의 태풍 (926 hPa)과 1962년의 태풍 카렌 (932 hPa)을 잇는 기록이었다.
또한 태풍으로 인해 모든 통신이 두절되었고 섬 전체에 정전이 일어났다. 강풍은 715개의 전신주를 파괴해 약 5200만달러의 피해액을 냈다. 섬 북부에 위치한 풍속계는 강풍을 견디지 못해 부서졌고 괌섬 병원의 벽이 많이 붕괴되면서 병원의 3분의 2의 시설물들이 파괴되었다. 앤토니오 B. 원 팻 국제공항에서는 내비게이션 장치가 손상을 입었다. 태풍 봉선화는 섬에 있던 우물과 물탱크의 65%를 사용 불가능한 상태로 만들었고 1천 3백채의 집이 붕괴되었고 1,825채는 심각하게 손상, 4,800채는 약하게 피해를 입었다.
태풍 봉선화는 섬의 북부를 지나가면서 괌 대학교에 650 mm의 폭우를 내리게 한 후 파고 강과 아산 강을 범람시켜 도로와 다리에 심각한 피해를 입혔다. 또한 폭우는 많은 지역에서 물난리를 일으켰고 해안가에서는 6 m에 달하는 파도가 덮쳐 해안을 침식시켰다.
괌섬 전체에서 집계된 피해액은 약 7억 미국 달러(2002년 기준)였고 이는 5번째로 피해를 많이 낸 태풍에 랭크되었다. 또한 봉선화는 193명에게 부상을 입혔고 이들은 주로 떨어지는 유리와 잔해들에 맞아서 부상당한 것으로 파악되었다. 1명이 간접적으로 사망했는데, 날아다니는 유리에 맞아 심장마비를 일으켰으나 의료진들은 태풍이 너무 강해 이 71세의 여자에게 접근해 치료를 할 수 없었던 일로 사망하였다. 지난 10년동안 괌 섬에 상륙해 지나간 태풍은 총 6개였고 그때마다 강한 건물 건축규정을 계속 개선해 사망자와 부상자를 최대한 줄이려고 노력하였으나 이 태풍은 인구가 집중된 곳을 정확하게 지나갔고 상대적으로 매우 강한 태풍이어서 이토록 많은 피해를 낸 것이었다.

### 북마리아나 제도

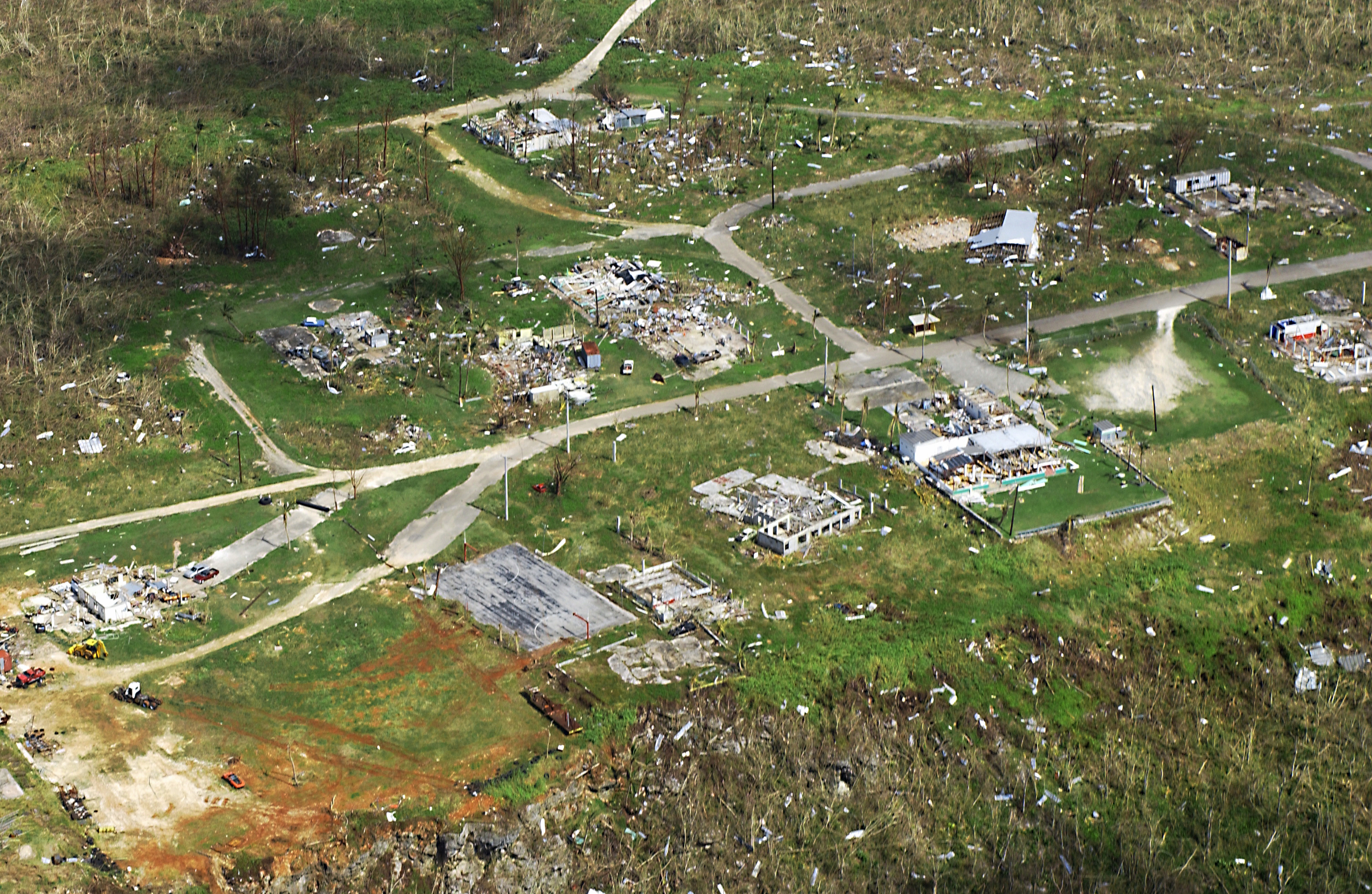
태풍 봉선화가 지나간 로타섬의 모습

태풍 봉선화는 북마리아나 제도 3개의 유인도 중의 하나인 로타섬에 137 km/h의 돌풍을 불게하였고 이 강풍은 114채의 집들을 파괴시켰을 뿐만 아니라 460채의 집에 피해를 입히게 하였다. 이로 인해 약 200가구의 이재민이 생겼으며 상송에 6.7 m에 달하는 파도가 덮쳐 이 파도는 심각한 해안가 침식을 야기시켰고 석유 항만과 파이프를 파괴시켰다. 추가적으로 봉선화는 섬의 작물들에게도 심각한 피해를 입혔다. 이 섬에서는 10명의 부상자가 생겼고 3천만달러(2002년 기준)의 재산피해를 냈다.
3개의 유인도 중의 하나인 티니언섬에서는 2채의 집을 완전히 파괴시켰고 7채는 심각하게, 나머지 8채는 약하게 피해를 입었다. 강풍은 전선을 끊어 전 섬에 정전을 일으켰고 작물의 심각한 피해도 보고되었다.
3개의 유인도 중의 하나인 사이판섬에서는 2채의 집이 완전히 파괴되었고 15채는 피해를 입었고 이 중 7채는 심각한 상황이었다. 이 섬에서의 최대풍속은 71 km/h을 기록했고 이 강풍은 섬에 정전을 일으켰다. 6명이 작은 부상을 입었고 총 피해액은 10만달러(2002년 기준)로 집계되었다.

## 태풍의 소멸 후
태풍 봉선화가 괌섬을 덮친 날, 당시 미국의 제43대 대통령 조지 W. 부시는 이 지역에 특별재난구역을 선포하였고 이 때 섬의 주민 2,271명은 대피소에 피신해있었다. 다음 날에는 3,467명으로 증가하였고 섬 안의 대피소는 총 13개가 있었다. 대부분의 사람들은 3주 동안 대피소에 있다가 텐트를 공급한 후에 대피소를 나갔다. 미국 농무부와 적십자는 2주 동안 대피소에 있던 사람들에게 식사를 제공해주었다. 거의 2만 9천명에 달하는 사람들이 구호를 신청했으며 1차적으로 구호하러 온 사람은 특별재난구역 선포 10일 후에 왔고 미국 신용보증기금은 긴급하게 1억 3천만달러(2003년 기준)을 빌려줘 낮은 이자로 갚도록 도왔다.
카브라섬에 위치한 가솔린 탱크에서는 불이 났는데 태풍이 일으킨 강풍의 마찰로 인해 불이 붙은 것으로 파악되었다. 탱크는 얼마 지나지 않아 폭발했고 다른 주변의 탱크에게도 불이 번지게 하였다. 이 화재는 5일 후에 겨우 진압되었다. 이 불로 인해 5개의 가솔린 탱크가 전소되었다.
12월 11일에는 대통령 조지 W. 부시는 북마리아나 제도까지 특별재난지역을 선포하고 지원하기 시작했다. 이 섬에서는 75%의 구호단체 예산이 건물의 잔해를 제거하는데 사용되었다. 로타섬에서도 미국 신용보증기금이 147명에게 910만달러(2003년 기준)을 빌려준 후에 낮은 이자로 돌려받기로 하였다. 로타 섬에 지원한 액수는 1740만달러(2003년 기준)이었다.

## 제명
태풍 봉선화가 끼친 심각한 피해로 인해 2005년 11월에 필리핀 마닐라에서 개최했던 아시아 태평양 경제 사회 위원회와 WMO 태풍 위원회는 제38차 연례회의에서 이름 '봉선화(PONGSONA)'를 퇴출시키기로 결정했고 대체 이름으로는 '노을(NOUL)'이 선택되었다.

## 같이 보기
- 2002년 태풍